# Johan Höckbom
Johan Höckbom, tidigare Pettersson, född cirka 1678, död 14 december 1704 i Östra Ny, var domkyrkoorganist i Linköpings domkyrkoförsamling 1700-1704.
Höckbom kom från Norrköping till Linköping år 1700 och var 1700-1704 domkyrkoorganist i Linköpings domkyrka. Han drunknade tillsammans med organisten i Östra Stenby församling, Johan Pedersson år 1704 i den numera torrlagda Lyngsjön i Östra Ny socken.